# Lars Bock
Lars Bock (* 2. Januar 1955 in Frederiksberg) ist ein ehemaliger dänischer Handballspieler.

## Karriere
Bock spielte bei Frederiksberg IF (kurz FIF). Nachdem er bei der Weltmeisterschaft 1974 die Aufmerksamkeit von Gert-Hinrich Reese, dem damaligen Ligaobmann des deutschen Handball-Bundesligisten THW Kiel erregte, konnte dieser den 1,90 Meter großen Rückraumspieler überzeugen, als erster ausländischer Spieler an die Kieler Förde zu wechseln. Lars Bock fühlte sich allerdings in Kiel nicht wohl, neben der Unzufriedenheit mit seiner beruflichen Anstellung als Bademeister hatte er Heimweh, und so verließ er den THW bereits nach einem halben Jahr wieder und kehrte zu FIF zurück. Er bestritt acht Spiele für die Zebras, in denen er 20 Tore erzielte. Ab Sommer 1975 spielte er dann für drei Jahre beim schwedischen Klub Olympia Helsingborg, und anschließend in seiner dänischen Heimat in Holte. Wegen Knieproblemen musste Bock im Alter von 26 Jahren seine Karriere beenden.
Sein Länderspieldebüt für die dänische Nationalmannschaft gab Lars Bock am 22. November 1973 gegen die DDR. In insgesamt 79 Spielen erzielte er 178 Treffer und nahm mit Dänemark an den Olympischen Spielen 1976 in Montreal teil.

## Privates
Sein Vater Ove spielte Fußball bei B.93 Kopenhagen.